# Anseküla
Anseküla (Duits: Anseküll) is een plaats met de status van dorp (Estisch: küla) in de gemeente Saaremaa, provincie Saaremaa in Estland.
Anseküla behoorde tot in oktober 2017 tot de gemeente Salme. In die maand werd Salme bij de fusiegemeente Saaremaa gevoegd.

## Bevolking
Het dorp had 39 inwoners op 31 december 2011 en 62 inwoners op 31 december 2021.

## Ligging
De plaats Anseküla is gelegen op het eiland Saaremaa. De vuurtoren van Anseküla bevindt zich aan de oostzijde van het schiereiland Sõrve. De Tugimaantee 77, de secundaire weg van Kuressaare naar Sääre, loopt door Anseküla.

## Geschiedenis
De Mariakerk van Anseküla is rond 1300 gebouwd. In 1560 werd de kerk uitgebreid. De parochie van deze kerk besloeg de latere gemeente Salme, een klein deel van de latere gemeente Kaarma en het eiland Abruka. In het begin van de 16e eeuw ontstond een landgoed dat toebehoorde aan de kerk. In 1798 werd voor het eerst melding gemaakt van een nederzetting Anseküla bij de kerk.
In 1863 organiseerde Martin Körber, de dominee van Anseküla, in de buurt van de plaats Salme het eerste lokale Estische zangfeest. Körber gaf ook leiding aan een ingrijpende verbouwing van de kerk in 1864. De kerk werd in 1944, tijdens de Tweede Wereldoorlog, compleet vernield. Op de plaats van de kerk werd in 1953 de vuurtoren gebouwd.
In 1977 werden de buurdorpen Easte, Hindu, Kaimri en Vintri bij Anseküla gevoegd. In 1997 werden die vier weer zelfstandige dorpen.

## Foto's

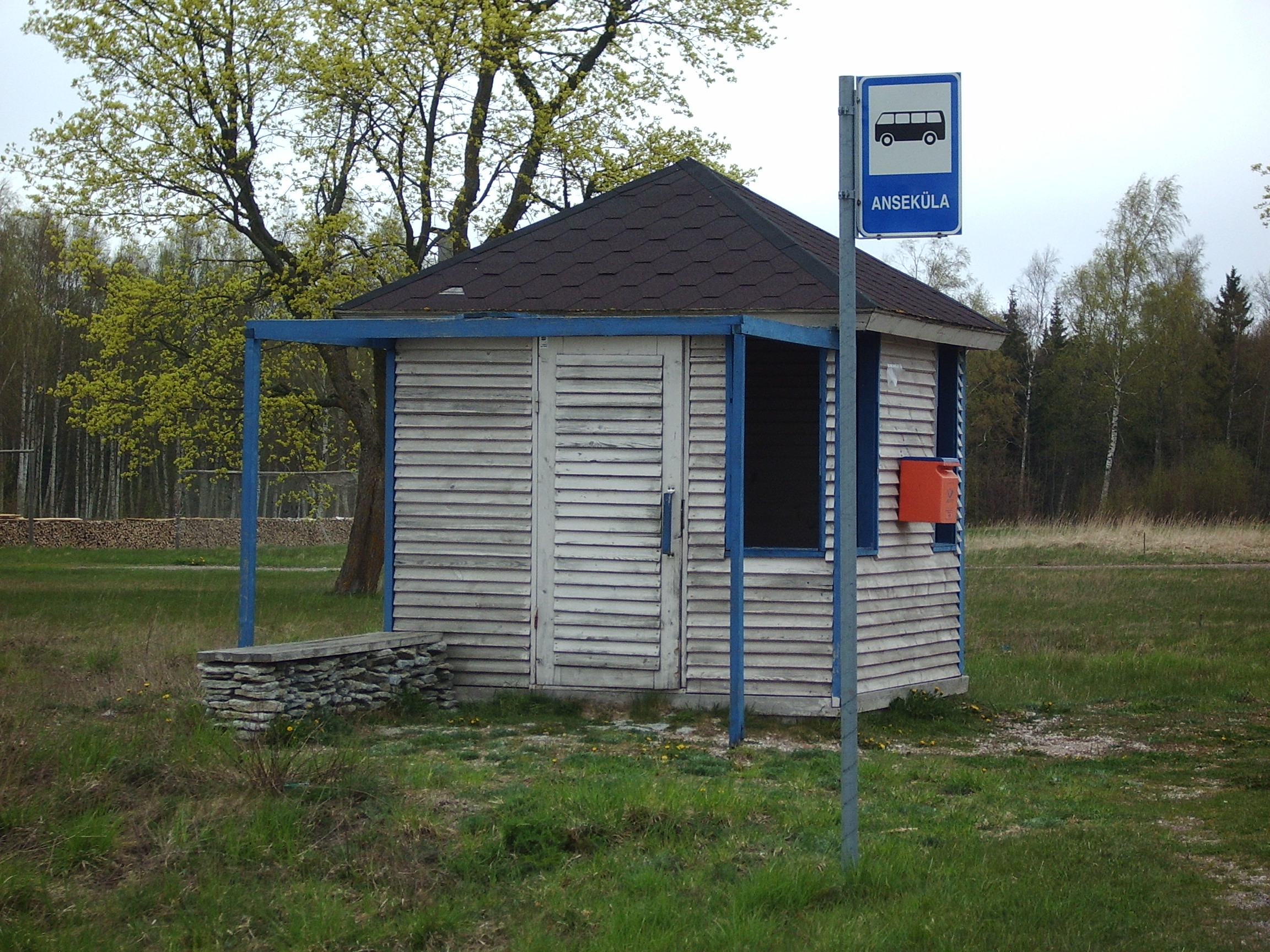
Bushalte in Anseküla
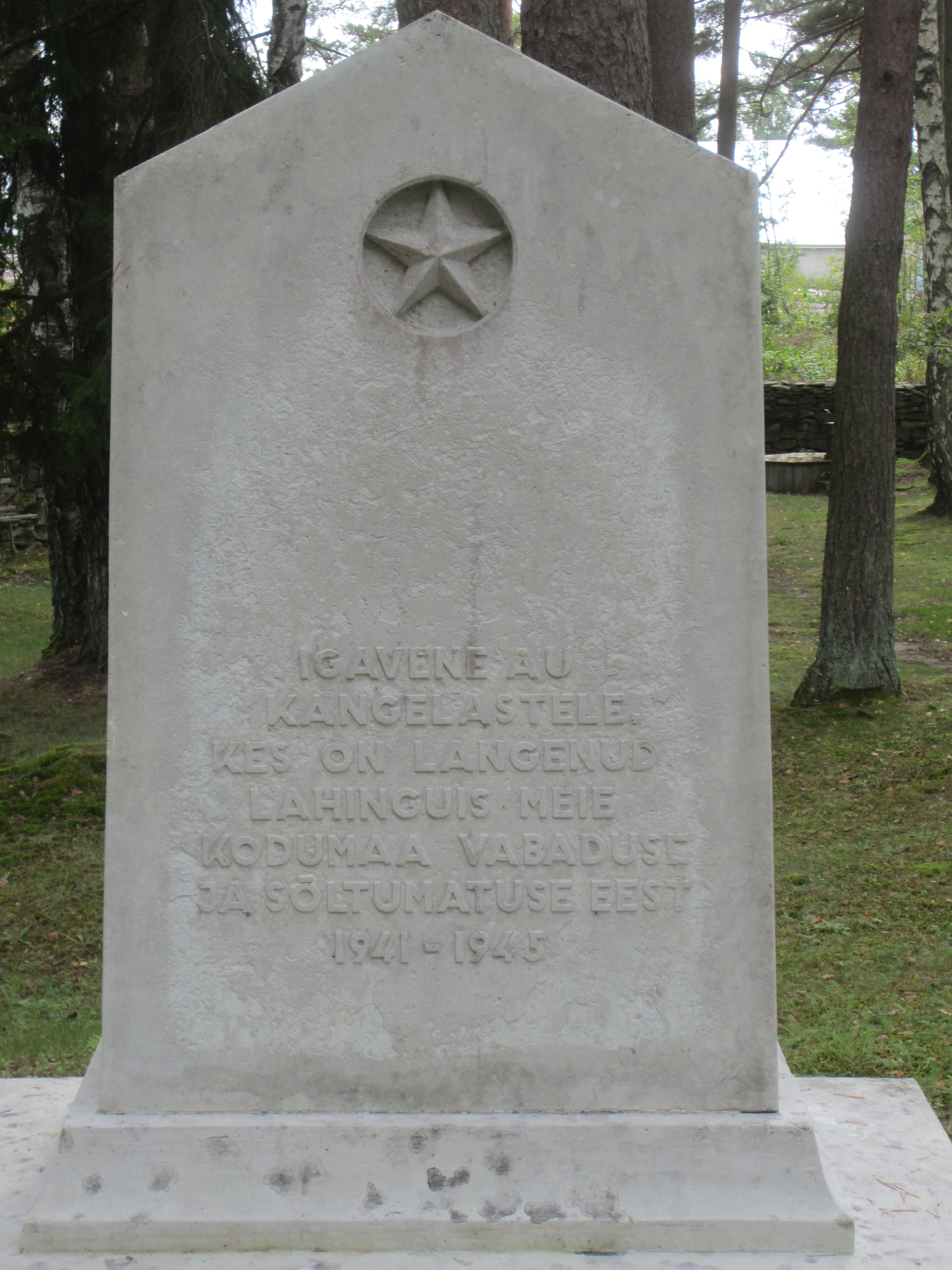
Monument voor de slachtoffers van de Tweede Wereldoorlog op het kerkhof van Anseküla
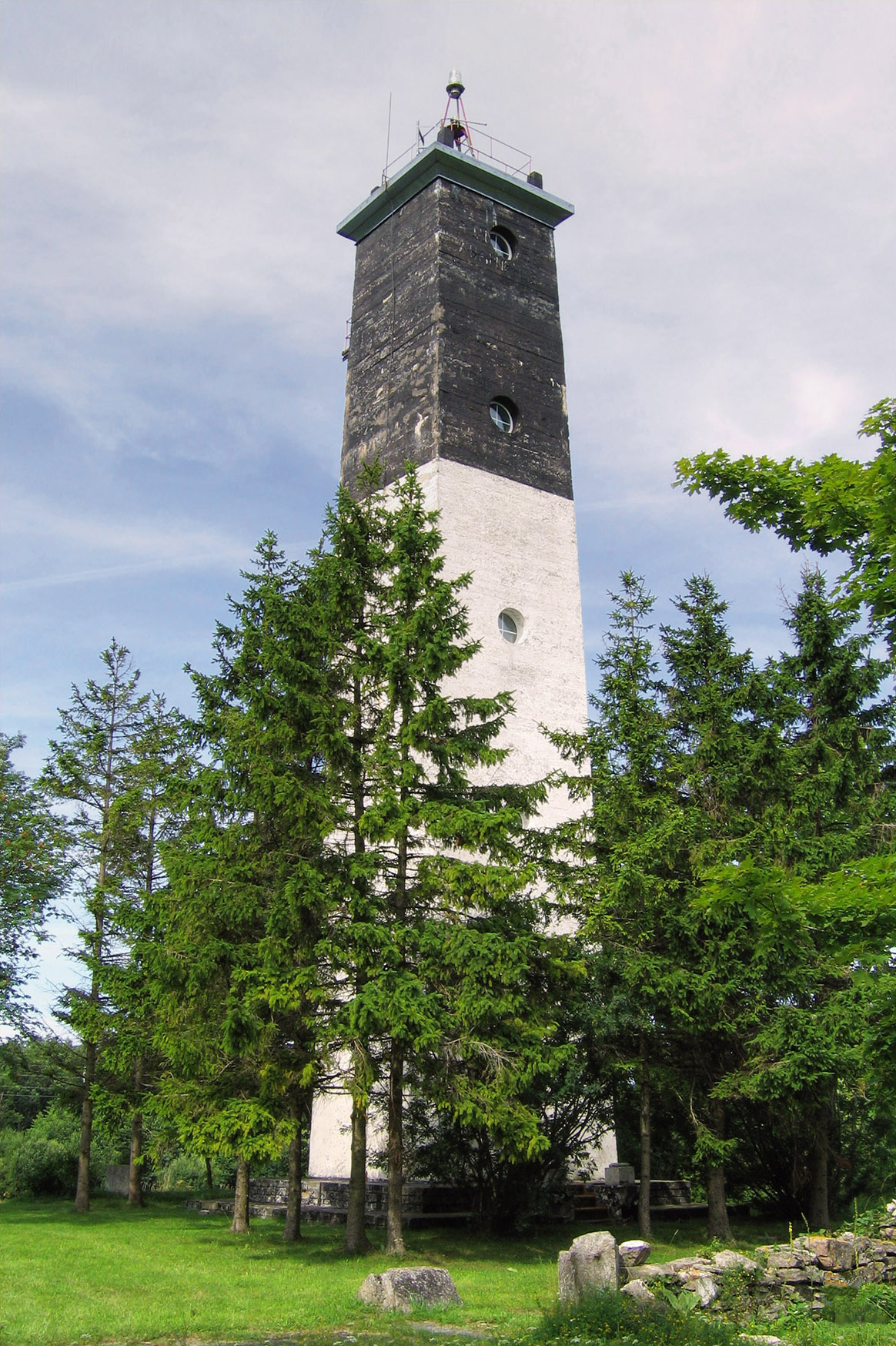
De vuurtoren